# Ordery i odznaczenia (Ameryka Północna i Środkowa)
Lista dawnych i obecnych orderów i odznaczeń krajów Ameryki Północnej i Ameryki Środkowej.

## Antigua i Barbuda[1]
- Order Bohatera Narodowego (Antigua i Barbuda) – The Most Excellent Order of the National Hero
- Order Narodu – The Most Distinguished Order of the Nation
- Order Zasługi – The Most Illustrious Order of Merit
- Order Dziedzictwa Książęcego – The Most Precious Order of Princely Heritage

## Bahamy[2]
- Order Bahamów – Order of The Bahamas
- Order Doskonałości (Bahamy) – Order of Excellence
- Order Wyróżnienia (Bahamy) – Order of Distinction
- Order Zasługi – Order of Merit
- Order Lignum Vitae – Order of Lignum Vitae

## Barbados[3]
- Order Barbados – Order of Barbados
- Odznaka za Odwagę – Bravery Decoration
- Służbowy Medal Honoru (Barbados) – Services Medal of Honour

## Belize[4]
- Order Bohatera Narodowego (Belize) – Order of the National Hero
- Order Belize – Order of Belize
- Order Wyróżnienia (Belize) – Order of Distinction
- Nagroda Chwalebnej Służby (Belize) – Meritorious Service Award
- Służbowy Medal Honoru (Belize) – Services Medal of Honour
- Medal Długoletniej Służby (Belize) – Long Service Medal

## Dominika[5]
- Nagroda Honorowa Dominiki – Dominica Award of Honour
- Nagroda Honorowa Sisserou – Sisserou Award of Honour
- Nagroda Chwalebnej Służby (Dominika) – Meritorious Service Award
- Służbowy Medal Honoru (Dominika) – Services Medal of Honour
- Medal Długoletniej Służby (Dominika) – Long Service Medal

## Dominikana[6][7][8]
- Order Zasługi Juana Pablo Duarte – Orden del Mérito de Juana Pablo Duarte (1931-1954) → Order Zasługi Duarte, Sánchez i Mella – Orden al Mérito de Duarte, Sánchez y Mella (od 1954)
- Order Krzysztofa Kolumba (Dominikana) – Orden Heráldica de Cristóbal Colón (1937)
- Order Heroizmu Wojskowego Generalnego Kapitana Santany – Orden del Heroísmo Militar Capitán General Santana (1954)
- Order Zasługi Wojskowej (Dominikana) – Orden del Mérito Militar (1930)
- Order Zasługi Morskiej (Dominikana) – Orden Naval (1954)
- Order Zasługi Lotniczej (Dominikana) – Orden Aéreo (1952)
- Order Zasługi Policyjnej (Dominikana) – Orden del Mérito Policial
- Medal Zasługi Dominikańskich Kobiet – Medalla al Mérito de la Mujer Dominicana (1985)
- Medal Waleczności (Dominikana) – Medalla al Valor (1939)

Zniesione:
- Order Trujilla – Orden de Trujillo (1938-1961)
- Order Generała – Orden del Generalísimo (1938-1961)
- Order Wstęgi Prezydenta Trujilla – Orden Cordón Presidente Trujillo (1952-1961)
- Order Dobroczyńcy Ojczyzny – Orden del Benefactor de la Patria (1955-1961)
- Order Zasługi 14 Czerwca – Orden del Mérito 14 de Junio (1961)
- Medal Pamiątkowy 23 lutego 1930 – Medalla Commemorativa al 23 de febrero 1930 (1937)

## Grenada[9]
- Order Grenady – Order of Grenada
- Order Bohatera Narodowego (Grenada) – Order of the National Hero

## Gwatemala
- Order Quetzala – Orden del Quetzal
- Order Wyzwolenia (Gwatemala) – Orden de la Liberdad
- Order Pięciu Wulkanów – Orden Cinco Volcanes
- Order Rodolfo Roblesa – Orden Nacional Rodolfo Robles
- Order Francisca Marroquina – Orden Nacional Francisco Marroquín
- Order Hermana Pedra de San José Betancourta – Orden Nacional Pedro de San José Bethancourt

i inne...

## Haiti
Monarchia
- Order św. Henryka (1811-1820)
- Order św. Anny (1856-1859)
- Order św. Marii Magdaleny (1856-1859)
- Order św. Faustyna (1849-1859)
- Order Legii Honorowej (1849-1859)

Republika
- Order Honoru i Zasługi (od 1926)

## Hawaje(monarchia)
(zniesione w 1898)
- Order Gwiazdy Oceanii
- Order Kamehamehy I
- Order Kalākauy
- Order Kapiʻolani
- Order Korony Hawajskiej

## Honduras
- Order Santa Rosa
- Order Francisco Morazana
- Order Zasługi Cywilnej (Honduras)
- Order Zasługi Wojskowej (Honduras)

## Jamajka
- Order Bohatera Narodowego (Jamajka) – Order of the National Hero
- Order Narodu (Jamajka) – Order of the Nation
- Order Zasługi – Order of Merit
- Order Jamajki – Order of Jamaica

## Kanada
- Odznaczenia ogólnopaństwowe
- Krzyż Męstwa – Cross of Valour
- Order Kanady – Order of Canada
- Order Zasługi Wojskowej (Kanada) –  Order of Military Merit
- Order Zasługi dla Policji (Kanada) – Order of Merit of the Police Forces
- Królewski Order Wiktoriański – Royal Victorian Order
- Order Towarzyszów Honoru
- Ordery poszczególnych prowincji
- Alberta
- Order Doskonałości (Kanada) – Alberta Order of Excellence
- Kolumbia Brytyjska
- Order Kolumbii Brytyjskiej – Order of British Columbia
- Manitoba
- Order Manitoby – Order of Manitoba
- Nowy Brunszwik
- Order Nowego Brunszwiku – Order of New Brunswick
- Nowa Fundlandia i Labrador
- Order „Za dzielność” – Award of Bravery
- Nowa Szkocja
- Order Nowej Szkocji – Order of Nova Scotia
- Order Dobrej Otuchy – Order of Good Cheer
- Ontario
- Order of Ontario – Order of Ontario
- Quebec
- Order Narodowy Quebecu – Ordre nationale du Québec
- Saskatchewan
- Order Zasługi Saskatchewanu – Saskatchewan Order of Merit
- Wyspa Księcia Edwarda
- Order Wyspy Księcia Edwarda – Order of Prince Edward Island

## Kostaryka
- Order Juana Mory Fernándeza

## Kuba
- Order José Martí
- Order Narodowy Zasługi José Lanuza
- Order Carlosa Emanuela de Cespedes
- Order Zasługi Wojskowej (Kuba)
- Order Zasługi Marynarskiej (Kuba)
- Order Carlosa Finlaya
- Order Zasług przy Pracach Publicznych
- Gwiazda Przyjaźni

## Meksyk
- I Cesarstwo (Augustyn I Iturbide, (1822 – 1824 i I
  - Order Guadalupe
- I Republika (Antonio López de Santa Anna 1824 – 1865)
  - Order Guadalupe
- II Cesarstwo (Maksymilian I Habsburg, (1865 – 1867)
  - Order Orła Meksykańskiego
  - Order Guadalupe
  - Order św. Karola
- II Republika
  - Order Orła Azteckiego
  - Order Zasługi dla Kultury (Meksyk)
  - Legia Honorowa (Meksyk)
  - Medal Honorowy „Belisario Domínguez”

## Nikaragua
- Order św. Jana z Nikaragui
- Order Ruben Dario
- Order Miguela Larreynaga
- Order Armii Nikaragui
- Prezydencki Medal za Zasługi

## Panama
- Order Manuela Amadora Guerrero
- Order Vasco Nuñez de Balboa
- Order Szarego Sokoła

## Saint Kitts i Nevis
- Order św. Krzysztofa i Nevis – Order of St Christopher and Nevis
- Order Bohatera Narodowego (Saint Kitts i Nevis) – Order of the National Hero
- Gwiazda Zasługi – Star of Merit
- Medal Honoru (Saint Kitts i Nevis) – Medal of Honour
- Medal Niepodległości 1983 – Independence Medal 1983

## Saint Lucia[12]
- Order Saint Lucia – Order of Saint Lucia

## Saint Vincent i Grenadyny
- odznaczenia Wspólnoty Narodów

## Salwador
- Medal Wojskowy (Salwador)
- Order Narodowy José Matíasa Delgado
- Order Oswobodziciela Niewolników José Simeóna Cañasa
- Order Zasługi 5 Listopada 1811

## Stany Zjednoczone Ameryki
- Medal Wolności (USA) – Presidential Medal of Freedom
- Medal Honoru (Stany Zjednoczone) – Medal of Honor
- Krzyż za Wybitną Służbę (USA) – Distinguished Service Cross
- Order Cyncynata – Cincinnati Order
- Medal Zwycięstwa 1941-45 – Victory Medal 1941-45
- Purpurowe Serce – Purple Heart
- Medal Żołnierza – Soldier's Medal
- Medal za Osiągnięcie – Achievement Medal
- Medal Pochwalny – Commendation Medal
- Medal Ekspedycji Sił Zbrojnych – Armed Forces Expeditionary Medal
- Medal za Humanitarną Służbę – Humanitarian Service Medal